# Шульц, Павел Николаевич
Па́вел Никола́евич Шульц (1900, Санкт-Петербург — 20 сентября 1983, Коктебель) — советский археолог и историк искусства, сотрудник Ленинградского отделения Института археологии АН СССР, кандидат искусствоведения, профессор, организатор и бессменный руководитель Тавро-скифской экспедиции.

## Биография
Родился  года (или 1901 года) в Санкт-Петербурге, в немецкой семье потомственных учёных. В 1923 году окончил Петроградский университет по специальности археология и история искусства. Ещё обучаясь в университете, во время гражданской войны, проводил археологические раскопки в Крыму, после окончания работает в Эрмитаже, специалистом в области скифской и сарматской монументальной скульптуры. С 1925 года — старший научный сотрудник античного отдела Академии истории и материальной культуры. В 1929-30 гг. работает на историко-лингвистическом факультете ЛГУ. В 1933—1934 годах проводит археологические разведки в Крыму — на греческом Кульчукском городище и греко-скифском — Кара-Тобе. В 1935 году получает должность доцента в Академии художеств, в 1936-37 гг. в качестве совместителя преподает на историческом факультете ЛГУ.
С началом Великой Отечественной войны уходит добровольцем в народное ополчение, попадает к партизанам. В 1942 году, получил ранение в голень, лишился пальцев на обеих руках (отморозил). Инвалид 1-й группы, имел протезы кистей. Залечив раны, работал преподавателем в Суриковском институте и МГУ, после освобождения от фашистов — участвовал в восстановлении заповедника Пушкиногорья. С августа 1945 года возглавил Тавро-скифскую экспедицию — регулярные раскопки Неаполя Скифского. В первый год были расчищены вырубленные в скале скифские склепы с росписями, в следующем — мавзолей скифской знати, в 1947 году — остатки главных ворот города.
В 1948 году, по предложению Президиума АН СССР Шульц организует научно-исследовательскую базу Академии Наук в Крыму, которую вскоре преобразует филиал Академии, сам учёный становится руководителем только одного из отделов — отдела истории и археологии Крыма, в 1956 году поселяется в Коктебеле. В дальнейшем зона исследований и раскопок была значительно расширена, переместившись в восточный Крым — последней крупной работой учёного были многолетние раскопки на плато Тепсень. С 1966 года, после внезапной смерти В. Ф. Гайдукевича, возглавил античный отдел Ленинградского отделения Института археологии АН СССР, в котором проработал до выхода на пенсию в 1974 году. Последние годы провёл в Коктебеле, где скончался 20 сентября 1983 года. Кремирован, похоронен с родителями на Новодевичьем кладбище Санкт-Петербурга. Научное наследие учёного включает более 60 работ.

## Награды
- Орден Славы III степени 06.11.1945[6]
- Орден Знак почёта